# تازه‌به‌دوران‌رسیده‌ها
تازه‌به‌دوران‌رسیده‌ها (انگلیسی: The Carpetbaggers) یک فیلم درام به کارگردانی ادوارد دمیتریک است که در سال ۱۹۶۴ منتشر شد.

## بازیگران
- جورج پپارد
- الن لاد
- رابرت کامینگز
- مارتا هایر
- لو آیرس
- مارتین بالسام
- آرچی مور
- لیف اریکسون
- کارول بیکر
- الیزابت اشلی
- آن دران
- آرتور فرانتس
- دان بری
- جان کانتی